# Оро (песма)
Оро је песма којом се представила Србија на Песми Евровизије 2008. у извођењу Јелене Томашевић. Текст је написао Дејан Ивановић, а композитор музике је Жељко Јоксимовић.
Песма Оро садржи етно мотиве српских обичаја. Стих На Видовдан пробуди ме да га опет погледам, има двосмислено значење. Једним делом указује на обичај по којем су неудате девојке на видовданско јутрење гледале у небо, не би ли видели одраз будућег супруга, а другим делом указује и подсећа на Косовски бој из 1389. године.
Песма је премијерно представљена јавности у емисији Европско лице на РТС-у. 
На финалној вечери Беовизије Јелена Томашевић освојила је 24 поена и тиме постала победница.

## Беовизија
У жребовању за редни број извођења, Оро је ижребао 7. место.
У полуфиналној вечери Беовизије Јелена Томашевић добила је осамнаест гласова и заузела друго место, иза првопласиране групе Beauty Queens са песмом Завет, која је добила 22 поена. Први члан жирија, Владимир Маричић, дао је Јелени 7 поена, док су остала два, Катарина Гојковић и Александар Пековић, дали по осам поена. Јелена је 12 поена добила једино путем телегласа захваљујући 4.409 СМС гласова.
У финалној вечери Оро је освојило 24 поена. Јелена је овог пута добила три дванаестице. Захваљујући 8.653 СМС гласа добила је максималних 12 поена од гласова гледалаца. Такође и Петар Јањатовић и Нена Кунијевић дали су максималних 12. Једино је Слободан Марковић песму оценио са 8 поена.

## Песма Евровизије 2008.
Захваљујући победи Марије Шерифовић на Песми Евровизије 2007. у Хелсинкију, Јелена је добила директан пласман на финално вече Песме Евровизије 2008. које је одржано 24. маја у Београдској арени.